# Zapata Ranch (Teksas)
Zapata Ranch je naseljeno mjesto za statističke potrebe u američkoj saveznoj državi Teksas. Prema popisu stanovništva iz 2010. u njemu je živjelo 108 stanovnika.